# U-608 (tàu ngầm Đức)
U-608 là một tàu ngầm tấn công  Lớp Type VII thuộc phân lớp Type VIIC được Hải quân Đức Quốc Xã chế tạo trong Chiến tranh Thế giới thứ hai. Nhập biên chế năm 1942, nó đã thực hiện được chín chuyến tuần tra, đánh chìm được bốn tàu buôn với tổng tải trọng 35.539 GRT cùng một tàu chiến tải trọng 291 tấn. Trong chuyến tuần tra cuối cùng, U-608 bị hư hại nặng do trúng mìn sâu thả từ một máy bay ném bom B-24 Liberator phối hợp cùng tàu sà lúp HMS Wren, và bị thủy thủ đoàn tự đánh đắm trong vịnh Biscay vào ngày 10 tháng 8, 1944.

## Thiết kế và chế tạo

### Thiết kế

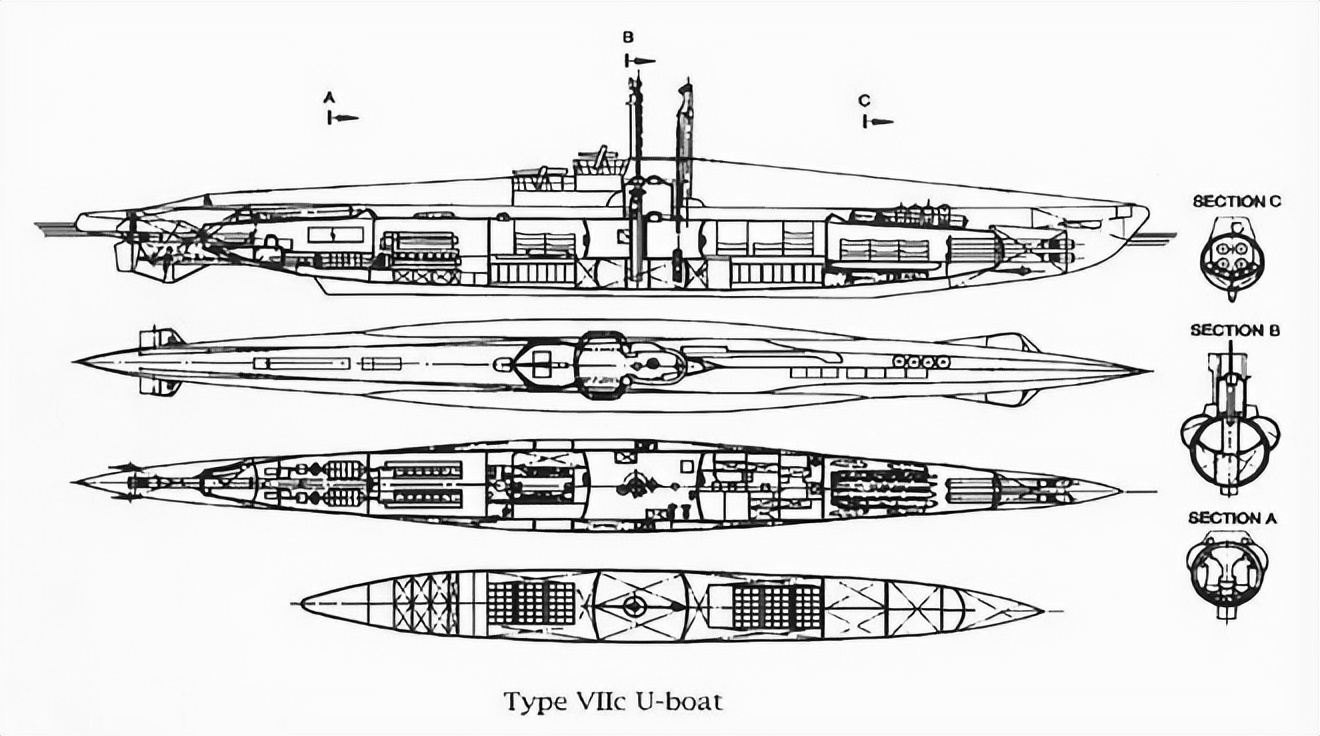
Sơ đồ các mặt cắt một tàu ngầm Type VIIC

Phân lớp VIIC của Tàu ngầm Type VII là một phiên bản VIIB được kéo dài thêm. Chúng có trọng lượng choán nước 769 t (757 tấn Anh) khi nổi và 871 t (857 tấn Anh) khi lặn). Con tàu có chiều dài chung 67,10 m (220 ft 2 in), lớp vỏ trong chịu áp lực dài 50,50 m (165 ft 8 in), mạn tàu rộng 6,20 m (20 ft 4 in), chiều cao 9,60 m (31 ft 6 in) và mớn nước 4,74 m (15 ft 7 in).
Chúng trang bị hai động cơ diesel Germaniawerft F46 siêu tăng áp 6-xy lanh 4 thì, tổng công suất 2.800–3.200 PS (2.100–2.400 kW; 2.800–3.200 bhp), dẫn động hai trục chân vịt đường kính 1,23 m (4,0 ft), cho phép đạt tốc độ tối đa 17,7 kn (32,8 km/h), và tầm hoạt động tối đa 8.500 nmi (15.700 km) khi đi tốc độ đường trường 10 kn (19 km/h). Khi đi ngầm dưới nước, chúng sử dụng hai động cơ/máy phát điện Garbe, Lahmeyer & Co. RP 137/c  tổng công suất 750 PS (550 kW; 740 shp). Tốc độ tối đa khi lặn là 7,6 kn (14,1 km/h), và tầm hoạt động 80 nmi (150 km) ở tốc độ 4 kn (7,4 km/h). Con tàu có khả năng lặn sâu đến 230 m (750 ft).
Vũ khí trang bị có năm ống phóng ngư lôi 53,3 cm (21 in), bao gồm bốn ống trước mũi và một ống phía đuôi, và mang theo tổng cộng 14 quả ngư lôi, hoặc tối đa 22 quả thủy lôi TMA, hoặc 33 quả TMB. Tàu ngầm Type VIIC bố trí một hải pháo 8,8 cm SK C/35 cùng một pháo phòng không 2 cm (0,79 in) trên boong tàu. Thủy thủ đoàn bao gồm 4 sĩ quan và 40-56 thủy thủ.

### Chế tạo
U-608 được đặt hàng vào ngày 22 tháng 5, 1940, và được đặt lườn tại xưởng tàu của hãng Blohm & Voss ở Hamburg vào ngày 27 tháng 3, 1941. Nó được hạ thủy vào ngày 11 tháng 12, 1941, và nhập biên chế cùng Hải quân Đức Quốc Xã vào ngày 5 tháng 2, 1942 dưới quyền chỉ huy của Hạm trưởng, Đại úy Hải quân Rolf Struckmeier.

## Lịch sử hoạt động

### 1942
Sau khi hoàn tất việc huấn luyện trong thành phần Chi hạm đội U-boat 5, U-608 được điều sang Chi hạm đội U-boat 6 từ ngày 1 tháng 9, 1942 để hoạt động trên tuyến đầu cho đến khi bị mất.

#### Chuyến tuần tra thứ nhất
U-608 khởi hành từ cảng Kiel, Đức vào ngày 20 tháng 8, 1942 cho chuyến tuần tra đầu tiên trong chiến tranh. Nó tiến ra Bắc Hải, rồi băng qua khe GI-UK giữa quần đảo Faroe và Iceland để vòng qua quần đảo Anh và hoạt động tại khu vực giữa Bắc Đại Tây Dương. Tại đây vào ngày 12 tháng 9, nó tấn công Đoàn tàu ON-127 ở vị trí về phía Tây Nam đảo Cape Clear, Ireland, kết liễu các tàu xưởng săn cá voi Anh Hektoria 13.797 GRT và tàu buôn Anh Empire Moonbeam 6.849 GRT, cả hai đều đã bị hư hại sau khi trúng ngư lôi từ tàu ngầm U-211. Chiếc tàu ngầm kết thúc chuyến tuần tra và đi đến căn cứ St. Nazaire bên bờ Đại Tây Dương của Pháp đã bị Đức chiếm đóng, đến nơi vào ngày 24 tháng 9.

### 1944

#### Chuyến tuần tra thứ chín – Bị mất
U-608 khởi hành từ cảng Loreint vào ngày 7 tháng 8 cho chuyến tuần tra thứ chín, cũng là chuyến cuối cùng. Chiếc tàu ngầm vẫn còn đang di chuyển trong vịnh Biscay ba ngày sau đó 10 tháng 8, khi nó bị một máy bay ném bom B-24 Liberator của Không quân Hoàng gia Anh phối hợp cùng tàu sà lúp HMS Wren của Hải quân Hoàng gia Anh thả mìn sâu tấn công. Nó bị hư hại nặng, nên trồi lên mặt nước và bị thủy thủ đoàn tự đánh đắm  tại tọa độ 46°30′B 03°08′T / 46,5°B 3,133°T. Toàn bộ 52 thành viên thủy thủ đoàn của U-608 đều sống sót, được Wren cứu vớt và bị bắt làm tù binh chiến tranh.

### "Bầy sói" tham gia
U-608 từng tham gia mười chín bầy sói:
- Stier (29 tháng 8 – 2 tháng 9, 1942)
- Vorwärts (2 – 15 tháng 9, 1942)
- Pfeil (1 – 9 tháng 2, 1943)
- Neptun (18 tháng 2 – 3 tháng 3, 1943)
- Neuland (8 – 13 tháng 3, 1943)
- Dränger (14 – 20 tháng 3, 1943)
- Trutz (1 – 16 tháng 6, 1943)
- Trutz 1 (16 – 29 tháng 6, 1943)
- Geier 1 (30 tháng 6 – 15 tháng 7, 1943)
- Schlieffen (14 – 22 tháng 10, 1943)
- Siegfried (22 – 27 tháng 10, 1943)
- Siegfried 1 (27 – 30 tháng 10, 1943)
- Jahn (31 tháng 10 – 2 tháng 11, 1943)
- Tirpitz 2 (2 – 8 tháng 11, 1943)
- Eisenhart 7 (9 – 11 tháng 11, 1943)
- Schill 2 (17 – 22 tháng 11, 1943)
- Igel 2 (9 – 17 tháng 2, 1944)
- Hai 1 (17 – 22 tháng 2, 1944)
- Preussen (22 tháng 2 – 14 tháng 3, 1944)

### Tóm tắt chiến công
U-608 đã đánh chìm được bốn tàu buôn với tổng tải trọng 35.539 GRT cùng một tàu chiến tải trọng 291 tấn:
| Ngày              | Tên tàu         | Quốc tịch              | Tải trọng | Số phận      |
| ----------------- | --------------- | ---------------------- | --------- | ------------ |
| 12 tháng 9, 1942  | Hektoria        | United Kingdom         | 13.797    | Bị đánh chìm |
| 12 tháng 9, 1942  | Empire Moonbeam | United Kingdom         | 6.849     | Bị đánh chìm |
| 16 tháng 11, 1942 | Irish Pine      | Ireland                | 5.621     | Bị đánh chìm |
| 8 tháng 2, 1943   | Daghild         | Norway                 | 9.272     | Bị đánh chìm |
| 8 tháng 2, 1943   | HMS LCT-2335    | Hải quân Hoàng gia Anh | 291       | Bị đánh chìm |